# Rei Drac

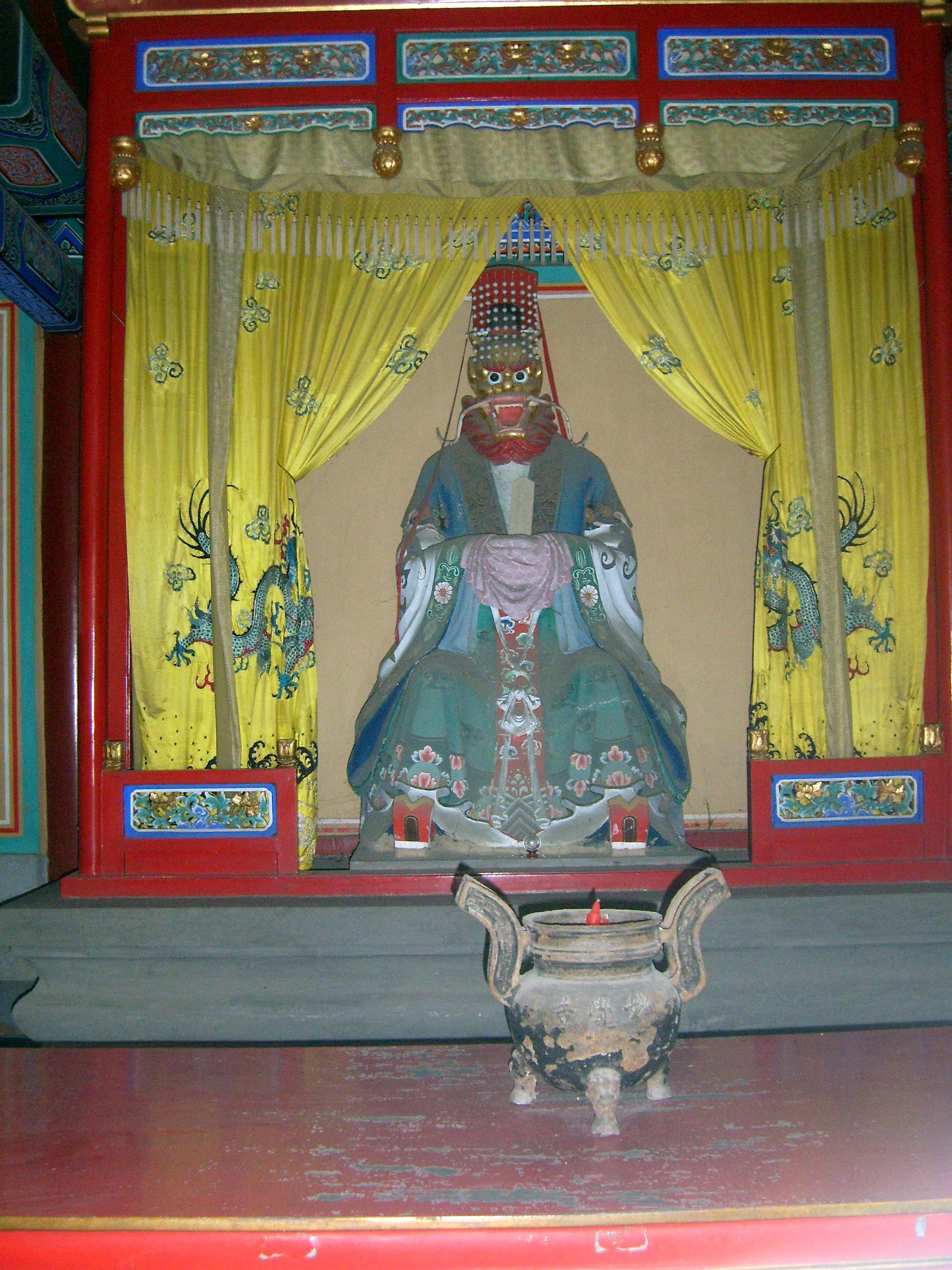
Estàtua del Rei Drac al Palau d'Estiu de Pequín.

El Rei Drac (en xinès tradicional: 龍王; en xinès simplificat: 龙王, en pinyin: Lóng Wáng) és una deïtat en la mitologia xinesa comunament associada amb el governant diví de l'oceà. Té l'habilitat d'adquirir la forma humana i viu en un palau de vidre sota l'aigua. Té la seva pròpia cort reial i comanda un exèrcit format per diverses criatures marines. A part de dominar la vida aquàtica, el Rei Drac pot manipular el clima i provocar pluges. Quan cal, hom li prega perquè plogui.

## Reis Drac dels quatre mars
Segons la tradició xinesa existeixen els quatre grans Reis Dracs, i cadascun d'ells governa un mar corresponent als quatre punts cardinals (nord, sud, est i oest): Ao Guang governa el mar de l'Est (corresponent al mar de la Xina Oriental), Ao Qin el mar del Sud (mar de la Xina Meridional), Ao Run el mar de l'Oest (de vegades descrit com l'oceà Índic i més enllà) i Ao Shin el mar del Nord (de vegades descrit com el llac Baikal). Ells apareixen en els clàssics xinesos Fengshen Bang i Viatge a l'Oest.

## La inundació de 1931
A Wuhan es creia que la demolició del temple del Rei Drac el 1930 que va dur a terme el govern republicà en la seva campanya contra la religió i mites populars va provocar la ira del Rei Drac, qui es va venjar amb les Inundacions de la Xina de 1931.